# نادي شهرداري تبريز
نادي شهرداري تبريز لكرة القدم (بالفارسية: شهرداري تبريز) ، هي نادي إيراني لكرة القدم، أسست عام 1986م، وتقع مقرها الرئيسي في مدينة تبريز.

## وصلات خارجية
- Official Website (بالفارسية)
- Shahrdari FC